# Виноградов, Григорий Аркадьевич
Григо́рий Арка́дьевич (Аро́нович) Виногра́дов (25 мая 1912, Кролевец, — 15 февраля 1963, там же) — лейтенант танковых войск, Герой Советского Союза.

## Биография
С первых дней войны — на фронте. После ранения был направлен на учёбу, и в 1944 году окончил Орловское танковое училище. Командир танка младший лейтенант Виноградов Г. А. участвовал в боях в составе 44-й гвардейской танковой бригады (11-й гвардейский танковый корпус, 1-я гвардейская танковая армия, 1-й Белорусский фронт).
17 января 1945 года, действуя в головном дозоре, ворвался в город Лович (Польша), захватил мост через реку Бзура и разминировал его. Преследуя противника, танкисты уничтожили около 60 автомашин, 6 пушек, 2 танка. Звание Героя Советского Союза Г. А. Виноградову присвоено 27 февраля 1945 года.
После войны лейтенант Г. А. Виноградов — в запасе. Жил и работал в городе Кролевец Сумской области. Одна из улиц в городе Кролевец носит его имя.